# Мерв
Мерв (рус. Мерв, из персијског: مرو, Марв, понекад навођен као Марв или Мари; кинески језик: 木鹿, Мулу), бивша ахеменидска сатрапија Маргијана, касније познат као град Александрија Маргијана и Антиохија у Маргијани (грчки језик: Αντιόχεια της Μαργιανήs), био је важан оаза-град у средњој Азији на историјском Путу свиле у Туркменистану. На том месту је постојало неколико градова, који су због своје стратешке важности имали значајну улогу у многим политичким и историјским догађајима. Тврди се како је Мерв накратко био и највећи град на свету у 12. веку. Због тога је уписан на УНЕСКО-в Списак места Светске баштине у Азији и Аустралазији 1999. године.
Данашње насеље на месту Старог Мерва се зове Giaour Kala, а налази се у унутрашњем сливу реке Мургаб, око 30 км источно од града Марија. Јужно од њега се налази канал Каракум и део Транскаспијске пруге.

## Историја
Ово подручје је било насељено од неолита, а први врхунац је доживело као утврђени град Ерк-Кала који се у другој половини 2. миленијума п. н. е. простирао на око 12 хектара.
Александар Велики га је освојио и претворио у хеленистички полис Александрија Маргијана (Άλεξάνδρεια τὴς Μαργιανής). Селеукид, Антиох I Сотер, га је уништио и обновио преименовавши га у Антиохију у Маргијани (Άντιόχεια τὴς Μαργιανής) или Антиохију Партску (Άντιόχεια τὴς Παρθίας). У следећим вековима градом су владали Парти, а крајем антике Сасаниди и био је познат као Габр-Кала ("Тврђава Зороастријанаца").
У Мерву је 651. године убијен последњи сасанидски владар Издигерд III, а град су ускоро освојили Арапи. Међутим, ускоро је њихов генерал Абу Муслим из Мерва, уз помоћ Абасида, повео прву либералну побуну против Омејада. Абасидски владар Ал-Мамун (813—833.) га је начинио својом престоницом. Тада су изграђене утврђени торњеви на градским зидинама (Рабат), а поред бројних џамија и два будистичка, и један хришћански самостан. Најзначајнији становник Мерва из тог времена био је јеврејски математичар и астроном Саул ибн Бишр.
Селџуци га освајају 1040. године и живот у граду се сели на његов западни утврђени део који има неправилан облик, тзв. Султан-Кала ("Султаново утврђење", слика горе). Ту су у 11. веку изграђени маузолеј султана Ахмеда Санџара и Сахријаракова цитадела, док је Маузолеј Мухамеда ибн Зајида изграђен у предграђу где се, између осталих, налазила и грнчарска четврт.
Мерв је био седиште хорасанских шахова када су Монголи, под вођством Толуја, Џингис-кановог унука, 1221. године опседали и уништили град до темеља, приликом чега су побили велики број људи (по неким тадашњим историчарима, више од милион становника), а неколико стотина хиљада је избегло. Након тога се град никада није опоравио и остало је тек насеље уз јужни део Султан-Кале.
Тамерлан га је опустошио 1380. године, а 1550. га освајају Узбеци, да би га пет година касније поновно освојило Персијско царство. Узбеци га поновно освајају од 1601. до 1747., након чега поновно постаје део Ирана, приликом чега је ово насеље постало потпуно неважно. Персијски шах је изместио његово Туркменско становништво у источни Хорасан и Трансаксонију у 19. веку. Након војне побуне Туркмена, 1883. године, за Руску Империју га осваја генерал Александар Комаров и одмах су започета археолошка ископавања. Од 1925. је Мерв постао део Туркменске Совјетске Социјалистичке Републике, а 1930. године основан је оближњи град Мари, познат такође и као Мерв.
- Ласерски скениране градске зидине Габр Кале из 3. века п. н. е., проширене и увећане до 7. в.
- Маузолеји у Мерву
- Руски комеморативни новчић из 1993. год. који слави 2500-ту годишњицу града Мерва